# Proceso constitucional
Proceso constitucional es la expresión usada, en la doctrina constitucional, para referirse al proceso instituido por la misma constitución de un Estado, cuya finalidad es defender la efectiva vigencia de los derechos fundamentales o garantías constitucionales que este texto reconoce o protege, haciendo efectiva la estructura jerárquica normativa establecida.  
La doctrina constitucional ha tendido a coincidir en el cambio del término "garantía constitucional" por el más completo término de "proceso constitucional", basado en la noción de "Jurisdicción Constitucional" que postuló el jurista italiano Mauro Capelletti.
Se identificaba la Jurisdicción Constitucional como la potestad que tenían los jueces y tribunales de pronunciarse sobre temas constitucionales. Esta potestad no la otorgan a los jueces las leyes que regulan su función sino que, a diferencia de sus facultades normales, es otorgada por la misma Constitución.

## Per Saltum
A menudo el mundo jurídico ha utilizado estas expresiones para referirse a un puente de las instancias procesales previstas, por medio del cual una causa pasa del tribunal inferior a la Corte Suprema sin recorrer una o más instancias intermedias, como una excepción al trámite procesal normal. El derecho a obtener sentencia del juez competente en un expediente judicial en un plazo razonable. Ver Art. 8 inc. 1º y 25 de la Convención Americana sobre Derechos Humanos. Ante situaciones de excepcionalidad, en las cuales las instituciones de la República están en juego, las vías no judiciales ordinarias son medios fútiles de acción y la institución de Per Saltum aparece como única solución.
Capelletti dividía la jurisdicción constitucional en tres campos:
- Jurisdicción Constitucional de la Libertad: formada por los procesos constitucionales cuya finalidad es la protección de los derechos fundamentales de las personas o "libertades". Entre estas garantías se encuentran el Hábeas Corpus, la Acción de Amparo, el Hábeas data y la Acción de Cumplimiento.

- Jurisdicción Constitucional Orgánica: formada por los procesos constitucionales cuya finalidad es la protección de la estructura jerárquica normativa establecida. Entre estos procesos se encuentran la Acción de Inconstitucionalidad, la Acción Popular, y la Acción Conflicto de Competencias.

la acción contenciosa administrativa sí protege la jerarquía normativa, pero al carecer de jurisdicción, no constituye un proceso constitucional. 
- Jurisdicción Constitucional Internacional.